# Projekt 1914
Projekt 1914 je třída lodí ke sledování balistických raket postavených pro sovětské námořnictvo za studené války. Dokončena byla dvě plavidla ze tří rozestavěných. Po rozpadu SSSR je převzalo ruské námořnictvo. Od roku 1998 zůstala ve službě pouze druhá postavená loď Maršal Krylov. Ta prochází modernizací, po které bude mimo jiné asistovat při startech kosmických raket z nového ruského kosmodromu Vostočnyj.

## Stavba
Sovětská loděnice v Leningradu rozestavěla celkem tři jednotky této třídy. Dokončeny byly pouze první dvě pojmenované Maršal Nědělin a Maršal Krylov. Do služby byly zařazeny v letech 1983 a 1989. Poslední plavidlo Maršal Birjuzov nebylo dokončeno.
Jednotky projektu 1914:
| Jméno           | Verze         | Zahájení stavby    | Spuštěna          | Vstup do služby   | Status            |
| --------------- | ------------- | ------------------ | ----------------- | ----------------- | ----------------- |
| Maršal Nědělin  | Projekt 1914  | 19. listopadu 1977 | 30. října 1981    | 30. prosince 1983 | Vyřazena 1998.    |
| Maršal Krylov   | Projekt 19141 | 24. července 1982  | 24. července 1987 | 31. prosince 1989 | Aktivní.          |
| Maršal Birjuzov | Projekt 19142 |                    |                   |                   | Nebyla dokončena. |

## Konstrukce

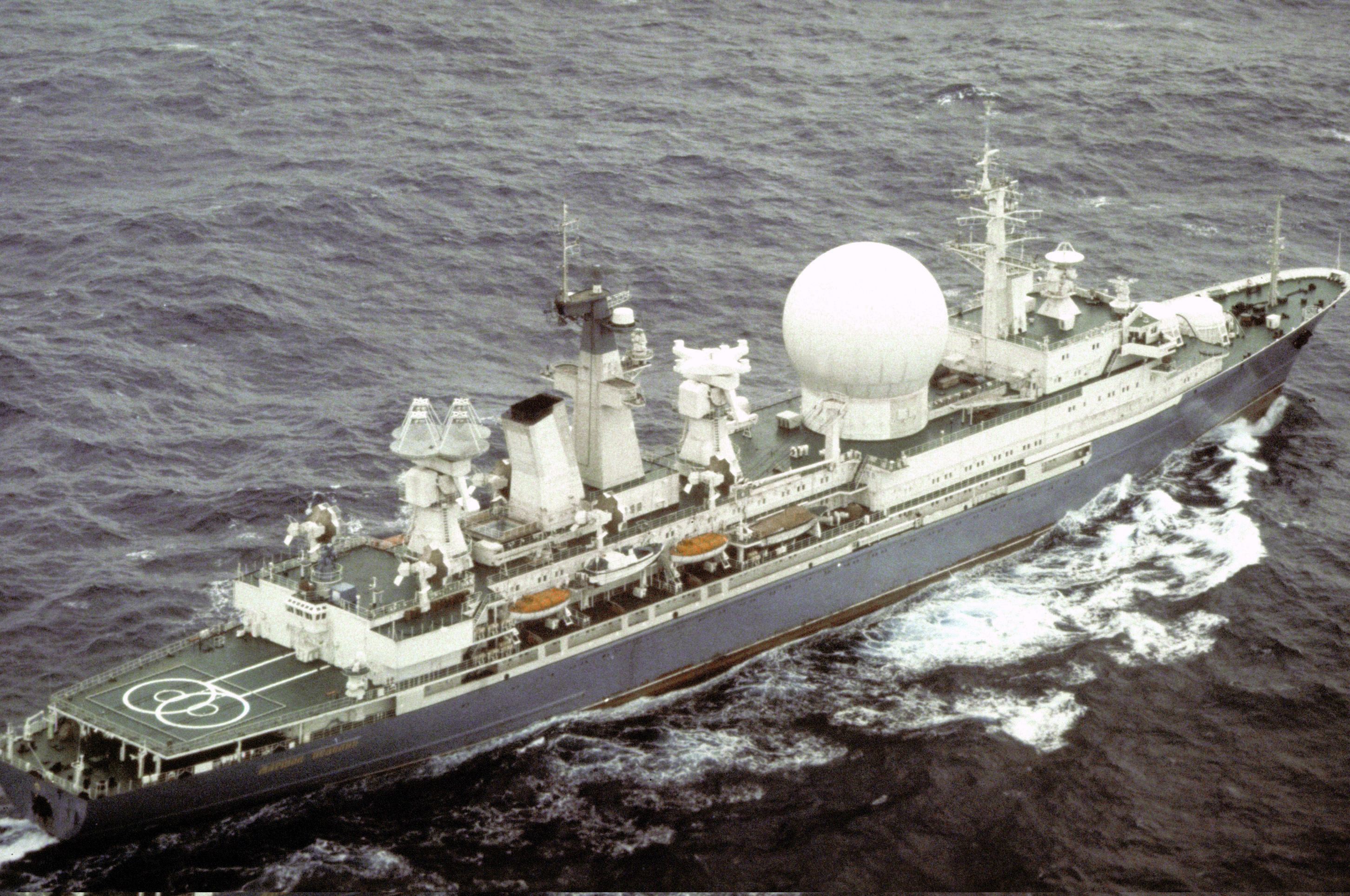
Maršal Nědělin

Výzbroj tvoří šest kanónových kompletů AK-630. Na zádi se nachází přistávací plocha a hangár pro dva vrtulníky Ka-27PS. Pohonný systém tvoří dva diesely DGZA-6U,  každý o výkonu 15 000 hp, pohánějící dva lodní šrouby s pevnými lopatkami. Nejvyšší rychlost dosahuje 21 uzlů. Dosah je 20 000 námořních mil při rychlosti 15,5 uzlu.

### Modernizace
Rusko provádí komplexní opravu a modernizaci plavidla Maršal Krylov, po které bude asistovat při vypouštění balistických raket, střel s plochou dráhou letu a dále při startech kosmických raket z nového ruského kosmodromu Vostočnyj. První etapu v listopadu 2016 dokončila loděnice Dalzavod v Přímořském kraji.